# Горст Грунд
Горст Грунд (нім. Horst Grund; 29 липня 1915, Берлін — 8 травня 2001, Дюссельдорф) — німецький кінооператор і фотограф.

## Фільмографія

### 1932—1937
- 1932 Der große Bluff mit Adele Sandrock
- 1932/1933 Choral von Leuthen
- 1934 Oberwachtmeister Schwenke
- 1934 Krach um Jolanthe
- 1935 Liselotte von der Pfalz
- 1935 Ich war Jack Mortimer
- 1935 Traumulus
- 1935 Der Ammenkönig. Das Tal des Lebens (2. Kameraassistent)
- 1935/1936 Wenn der Hahn kräht
- 1936/1937 Man spricht über Jacqueline
- 1937 Kapriolen
- 1937 Der Mustergatte
- 1937 Die Serenade

### 1941—1945
Під час Другої світової війни зняв численні репортажі про військові операції.

### 1945—1977
- 1948/49 Gesucht wird Majora
- 1949 Madonna in Ketten
- 1951 Lernen von schnellen Leuten — Farbfilm mit v.Frankenberg
- 1958 Hinein! (Fußballweltmeisterschaft Schweden)
- 1957 Teheran — Adenauer Schah Soraja (Farbfilm am Pfauentrohn)
- 1957 1000 stdkm mit dem englischen Düsenjäger — Carte Blanche, NATO-Manöver
- 1957 Türkei — Staatsbesuch Bundespräsident Heuss
- 1958 Brüssel/Belgien — Weltausstellung
- 1959 Leichtathletik-Länderkampf in Moskau
- 1959 Fußballländerkampf in Budapest
- 1960 Marokko — Film für den Sultan und deutsche Kinos
- 1960 Marokko — Erdbeben 20.000 Tote
- 1960 Olympische Spiele Rom
- 1960 Weltmeisterschaft der Springreiter in Venedig
- 1960 Fußballqualifikationsspiel
- 1960 Athen, Griechenland — NATO-Fußball-Europameisterschaft
- 1961 England, Castle Martin — Panzerschießen der Bundeswehr
- 1962 Fußballweltmeisterschaft 1962 in Chile
- 1962 Rom — Konzil
- 1963 Kongo — Usumburi, Burundi, Entebbe mit der Bundeswehr
- 1963 Stockholm/Schweden — Fußballqualifikationsspiel
- 1964 IX. Olympische Winterspiele in Innsbruck
- 1968 Tunesien — Die goldene Leinwand (für Roy Black, J.C. Pascal)
- 1968 Spanien — Die goldene Leinwand (Mallorca, Tunis usw.)
- 1969 Ceylon, Thailand, Singapoore — Deutsche Entwicklungshilfe
- 1969 USA Washington, New York — Kiesinger bei Nixon
- 1970 Tunesien — Brandt bei Bourgiba
- 1970 England London, Oxford — Brandt bei Wilson
- 1970 Texas — Brandt bei deutschen Truppen
- 1970 Cap Kennedy — Startschuss Apollo, Rakete Apollo 13
- 1970 11. bis 13. August 1970 — Filmaufnahmen mit Bundeskanzler Willy Brandt in Moskau anlässlich der Unterzeichnung des Deutsch-Sowjetischen Vertrages
- 1970 Moskau — 14 Tage Chemiemesse
- 1971 Afrikareise mit Außenminister Scheel — Farbfilm Nigeria, Kongo, Elfenbeinküste, Mauretanien
- 1971 Ostasien-Entwicklungshilfe (Thailand, Malaysia, Indonesien) — Deutsche Entwicklungshilfe
- 1972 XX. Olympische Sommerspiele in München 1972
- 1974 Fußballweltmeisterschaft in München

## Фотографії

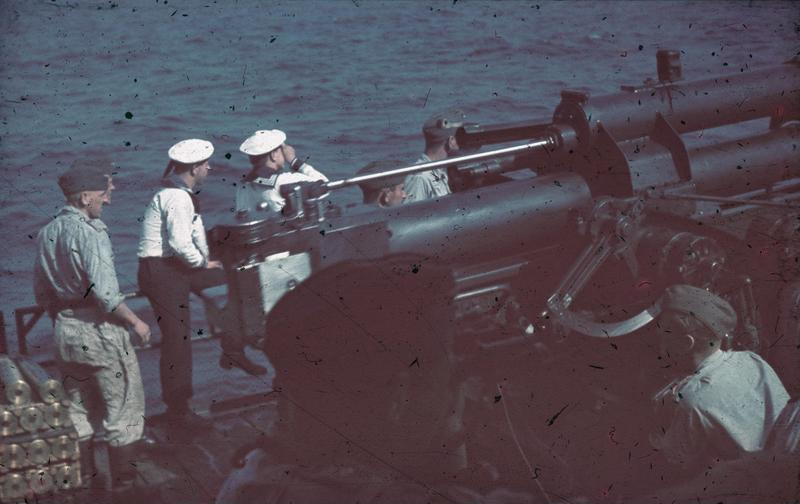
Зенітники крігсмаріне біля своєї гармати (1941).
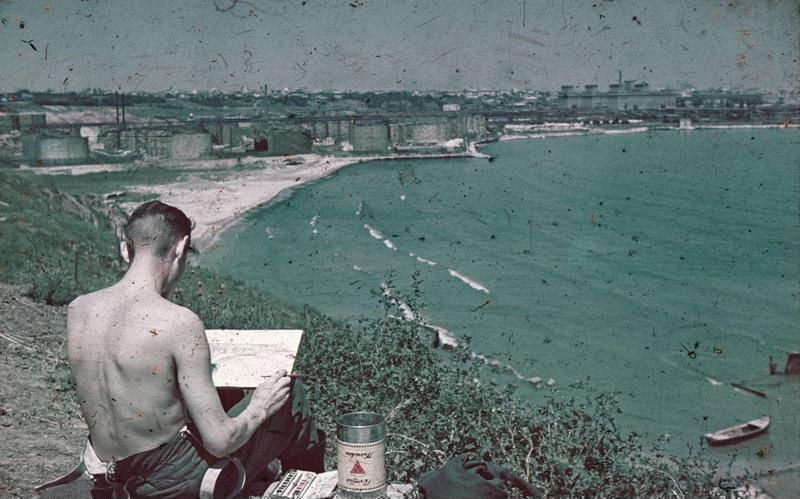
Військовий художник крігсмаріне малює порт Констанци (1941).
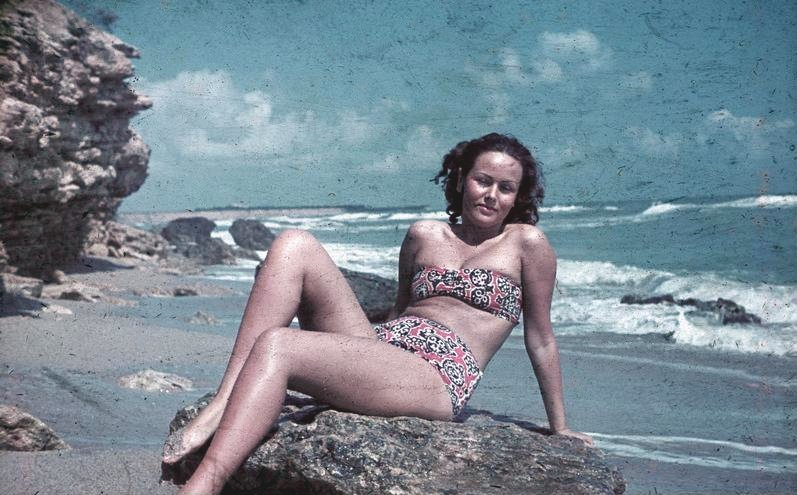
Дівчина на румунському пляжі (1941).
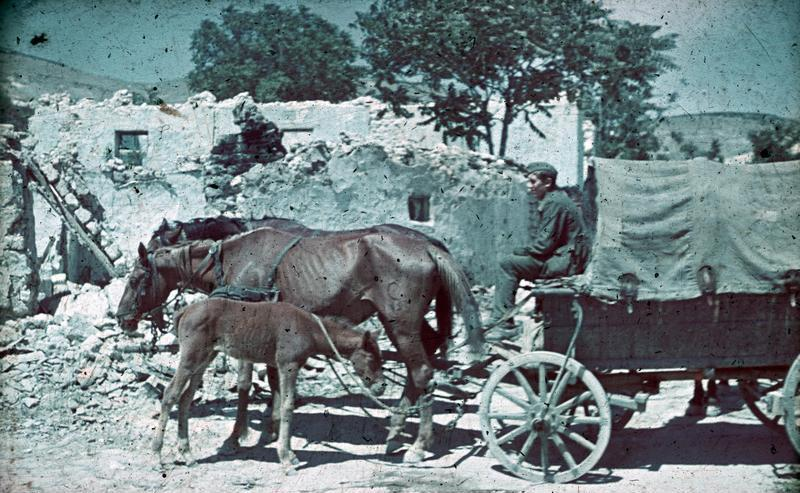
Солдат-візник в Криму (1942).
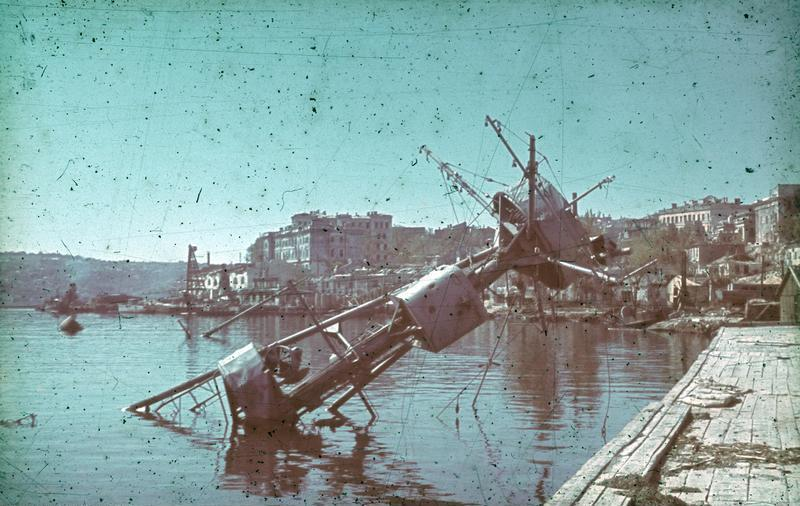
Зруйнований порт Севастополя (1942).
Собор Олександра Невського в Софії (1942).

## Галерея

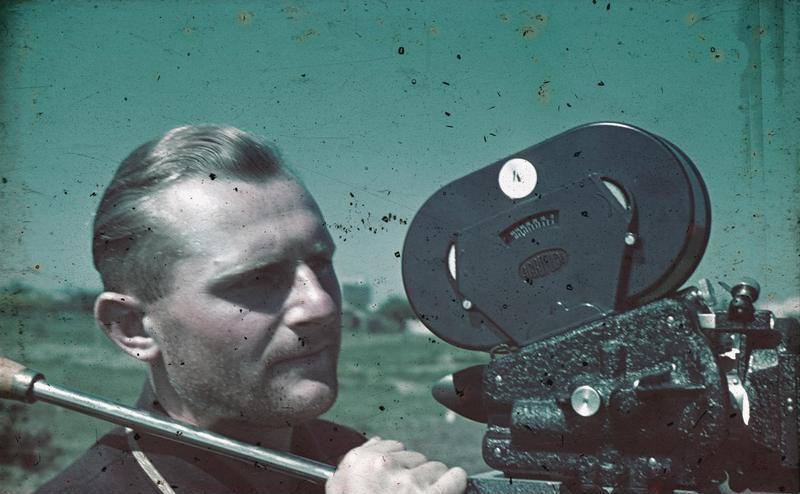
Грунд зі своєю камерою (Констанца, 1941).
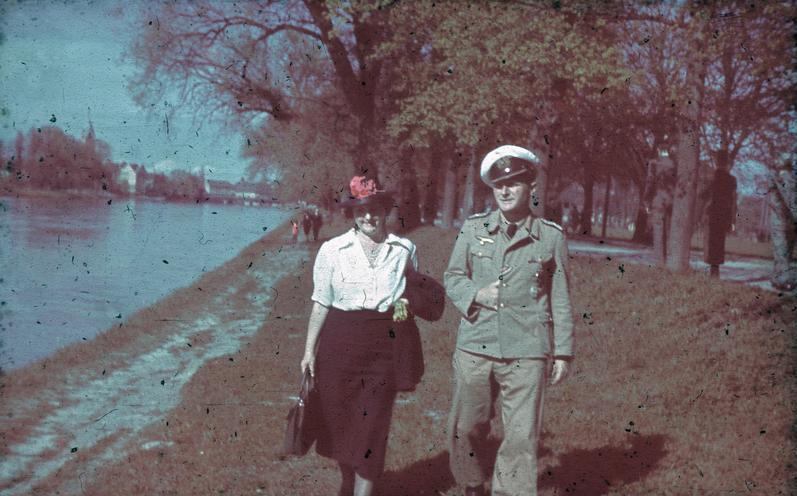
Грунд гуляє зі своєю матір'ю Марією Елізабет (1943).
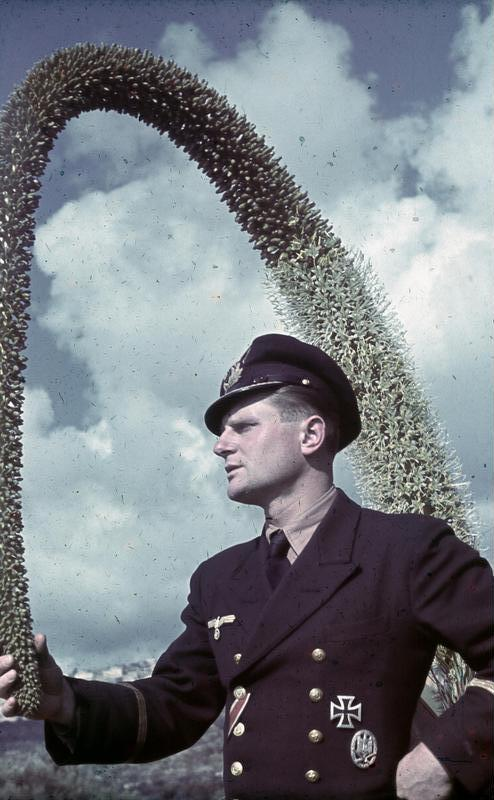
Грунд в формі зондерфюрера крігсмаріне (Агрідженто, 1943).
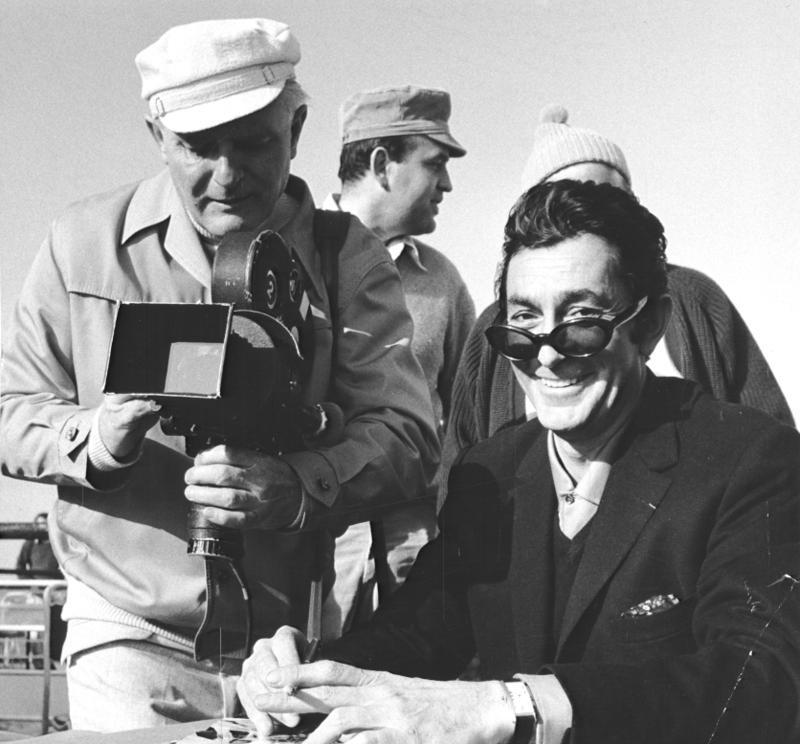
Грунд (ліворуч) і Жан-Клод Паскаль (1968).
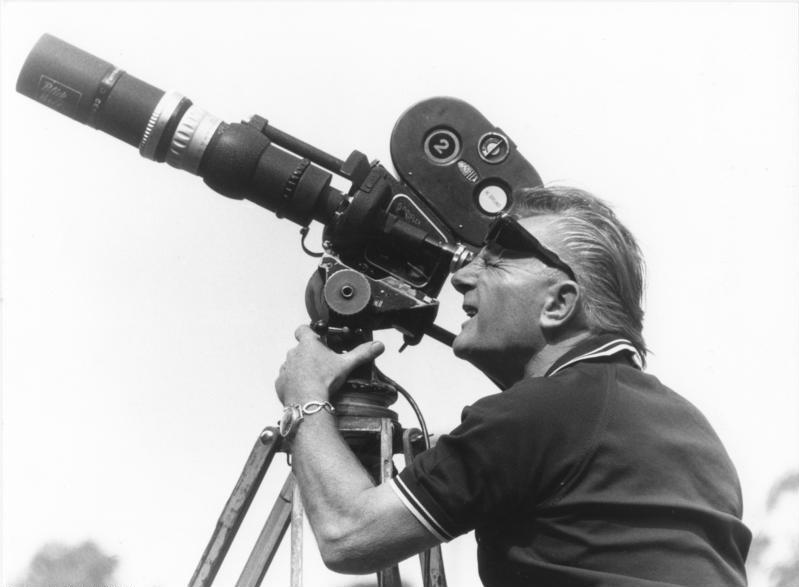
Грунд знімає кінохроніку «Погляд на світ» (1977).

## Нагороди
- Залізний хрест 2-го і 1-го класу
- Нагрудний знак «За участь у загальних штурмових атаках»
- Медаль «За зимову кампанію на Сході 1941/42»
- Медаль «Хрестовий похід проти комунізму» із застібкою (Румунське королівство)
- Бронзова медаль літніх Олімпійських ігор 1952 за видатні досягнення в кінематографі
- В 1960 році отримав декілька нагород за фотографії наслідків землетрусу в Агадірі, в тому числі:
  - перший приз Венеційської бієнале
  - другий приз Вішійської бієнале
- «Гран-прі міста Обергаузен» Міжнародного кінофестивалю короткометражних фільмів в Обергаузені за роботу всього його життя в якості оператора кінохроніки (1977)
- Інші нагороди за кінематографічні досягнення